# Destiny of Ancient Kingdoms
Destiny of Ancient Kingdoms thường gọi là DOAK, là trò chơi nhập vai trực tuyến nhiều người chơi (MMORPG) free-to-play đầu tiên của Nam Phi được phát hành trên Steam. DOAK được tạo ra với mục đích mang đến cho người Nam Phi một tựa game PC mà họ thực sự có thể gọi là của riêng mình. Destiny of Ancient Kingdoms do hãng Utopia Dream Entertainment Alliance (UDEA) phát triển và phân phối ở Nam Phi.
Câu chuyện của Destiny of Ancient Kingdoms bắt đầu từ thời tiền sử sau khi những Người khổng lồ và các vị thần  chiến đấu với nhau để quyết định số phận của thế giới. Trò chơi hiện đã ngừng hoạt động, cùng với trang web chính.

## Phát triển
Phiên bản open beta đã được cung cấp cho công chúng vào ngày 5 tháng 12 năm 2015, với một máy chủ có sẵn "Utopia-1"  cung cấp trải nghiệm định hướng PvE và PvP. Destiny of Ancient Kingdoms về sau ra mắt công chúng vào ngày 28 tháng 2 năm 2016.
Sau khi nhận được đánh giá từ Hội đồng Xuất bản và Phim Nam Phi, UDEA đã ra mắt Destiny of Ancient Kingdoms trên Steam. Sau ba tuần trên Steam Greenlight, game đã được cộng đồng Steam chấp thuận và phát hành chính thức vào ngày 30 tháng 8 năm 2016.
Bản phát hành của Destiny of Ancient Kingdom trên STEAM được một trang web quốc tế duy nhất đưa tin chuyên đăng các bài đánh giá và bài viết về tựa game này bằng nhiều ngôn ngữ khác nhau.